# 邠州之战
邠州之战是唐代宗广德二年（764年）八月至十月，唐朝叛将河北副元帅仆固怀恩引吐蕃、回纥军进攻邠州（治新平，今陕西省彬县）的作战。
763年十月，吐蕃军攻入唐朝京师长安十三天后撤退，并立即调整部署，准备再次进攻长安一带。唐朝叛将河北副元帅仆固怀恩为报私怨，于764年八月，引吐蕃、回纥军十万攻取奉天（今陕西省乾县），又分二万余人自灵武（今宁夏永宁县西南）进攻邠州，代宗李豫令郭子仪率诸将出镇奉天。九月，郭子仪受命驻守泾阳（今陕西省泾阳县西北）。九月二十日，郭子仪命其子朔方兵马使郭晞率一万援军救邠州。九月二十六日，仆固怀恩前军到达宜禄（今陕西省长武县），郭子仪派右兵马使李国臣率兵为郭晞后援，郭晞与邠宁节度使白孝德于宜禄打败敌军一千余人，生擒蕃将数人。十月，仆固怀恩引吐蕃、回纥军到邠州，白孝德、郭晞闭城拒守不战。数日后仆固怀恩及吐蕃、回纥军进逼奉天，京师长安戒严。唐守城诸将请战，郭子仪不许，认为仆固怀恩等深入唐地，利在速战，唐军避其锋芒，堅壁以待，使联军以为唐军怯战，放松警戒后，就可破敌了，如立即出战而失利，则军心离散。并下令敢言战者斩。十月初七夜，唐军出兵数万列阵在乾陵以南。十月初八，天还未亮，广布旗帜好像十万大军。仆固怀恩及吐蕃、回纥联军已在乾陵北列阵二十里，并欲袭击唐军，忽然看到唐军有备，大惊，不敢交战并撤退。郭子仪命令郭晞率步兵五千、骑兵五百从西南面攻打敌军。郭晞兵寡，白天与敌军相持不战。当敌军夜间放松戒备之机，郭晞派精锐马步军三千人夜袭其营，杀死联军千余人，生擒八十三人，夺战马五十匹，俘虏大将四名。十月十三日，联军攻打邠州东门失利，十月十四日，郭晞等在南原与联军交战，连战皆胜，大破联军，追杀数十里，十月二十一日，联军涉过泾水逃走，终解邠州之围。此战，唐军避敌锋芒，乘敌不备，夜袭成功，以弱胜强取得了胜利。